# Bahrein
 Ovo je glavno značenje pojma Bahrein. Za najveeći otok Bahreinskog otočja pogledajte Bahrein (otok).
Bahrein, službeno Kraljevina Bahrein je otočna država u jugozapadnoj Aziji. Obuhvaća istoimeni otok i nekoliko manjih u Perzijskom zaljevu. Ima morsku granicu s Katarom i Saudijskom Arabijom s kojom je povezan cestovnim mostom.
Gospodarstvo Bahreina temelji se na proizvodnji i rafiniranju nafte, ali zemlja se zbog ograničenih zaliha sve više okreće uslužnom, osobito financijskom sektoru.

## Povijest
Prema mišljenju povjesničara, najstariji spomen Bahreina je u mezopotamskim tekstovima gdje se spominje kao Dilmun (3000. pr. Kr.), čija je prijestolnica bila Utvrda Bahrein, kasnije sjedište kasitskih babilonskih upravitelja. Do dolaska islama u 7. st. je bio pod vlašću Perzijanaca (do 3. st. pr. Kr. pod vlašću dinastije Ahemenida, kasnije Parti i Sasanida).
899. godine je Bahrein zauzela islamska sekta Karmatinci koja je tamo željela osnovati tzv. idealnu državu. Bahrein je bio centar Karmatinaca koji su u 10. st. osnovali moćnu državu i pljačkali okolni prostor. 930. godine su čak opljačkali Meku i Medinu i sveti kamen Kabu donijeli u Bahrein. Abasidi su pobijedili Karmatince 976. godine, a 1076. su Ujunidi konačno zauzeli Bahrein. U 14. st. ga je kontrolirala šijitska dinastija Qatif. U to doba se naziv Bahrein koristio za cijeli obalni prostor od Kuvajta do Omana, a sam otok se zvao Awal.
U 16. st. su Portugalci širili svoje kolonijalno carstvo i osnivali trgovačka uporišta po svijetu. 1521. su zauzeli Bahrein i njime vladali do 1602. Tada su ih protjerali Perzijanci (dinastija Safavida) koji su u Bahreinu nametnuli šijitski pravac islama koji je državna vjera u Perziji. 1717. i 1732. su Bahrein napali Turci, a Perzijanci su svoju vlast vratili 1753. 1783. je Bahreinom zavladalo pleme Beni Utba. 1797. je stigla dinastija al-Kalifa koja je s vremenom stekla vlast. Dinastija al-Kalifa sklapa trgovačke sporazume s Britancima i gospodarski razvija Bahrein.
Britanci su s vremenom dobivali sve veći utjecaj u Bahreinu koji je 1861. postao njihov protektorat. 1932. je otkrivena nafta i od tada se gospodarstvo brzo razvija. Nakon 2. svj. rata i osnivanja Izraela jača protužidovsko raspoloženje, te se iz Bahreina iseljavaju brojni Židovi.
1970. je održan referendum na kojem se većina stanovništva opredijelila za potpunu nezavisnost od Velike Britanije. Iran je tražio pripojenje Bahreina, ali to nije postignuto. 1971. je Bahrein postao nezavisni emirat. 1981. su šijiti pomoću Irana pokušali neuspješni državni udar. Bahrein se profilira kao vodeći financijski centar arapskog svijeta. 1986. je nasuta pješčana prevlaka koja Bahrein povezuje sa Saudijskom Arabijom i po njoj je sagrađena cesta, te je na taj način Bahrein spojen s kopnom (Most kralja Fahda). 2002. je promijenjeno ime države i emirat je službeno postao kraljevina.
Od veljače 2011. traju masovni prosvjedi šijita i boraca za ljudska prava s ciljem demokratizacije bahreinskog društva. Kralj je na prosvjede odgovorio represijom, a Saudijska Arabija je poslala vojsku kao pomoć u gušenju prosvjeda.
Zbog prosvjeda je 2011. otkazan Grand Prix, no 2012. je ipak održan.

## Zemljopis
Bahrein je otočje koje se sastoji od 33 otoka (otok Bahrein i 32 manja otočića od kojih su dva veća otočje Hawar i otok Muharak). Nalazi se u Perzijskom zaljevu uz sjevernu obalu Arapskog poluotoka u zaljevu između Katara i saudijske obale. Glavni otok je većinom ravan i prekriven pješčanim dinama. U središtu je 134 m visoko brdo Jabal ad Dukhan. 
Klima je pustinjska s izrazito vrućim ljetima i nešto blažim zimama. Količina padalina je mala i većinom padaju zimi kad je visoka vlažnost zraka. Često puše sjeverozapadni vjetar šamal.

### Flora Bahreina
Na Bahreinu je popisano 280 biljnih vrsta. Od toga 12 vrsta je uvezeno, a ostale domaće. Nema nijedne endemske vrste.
1. Equisetum ramosissimum Desf.
2. Ophioglossum polyphyllum A. Braun ex Seubert
3. Adiantum capillus-veneris L.
4. Ephedra ciliata Fisch. & C. A. Mey.
5. Halophila ovalis subsp. ovalis (R. Br.) Hook. f.
6. Halophila stipulacea (Forssk.) Asch.
7. Potamogeton lucens L.
8. Syringodium isoetifolium (Asch.) Dandy
9. Asphodelus tenuifolius Cav.
10. Asphodelus viscidulus Boiss.
11. Allium longisepalum Bertol.
12. Dipcadi serotinum (L.) Medicus
13. Juncus rigidus Desf.
14. Eleocharis geniculata (L.) Roem. & Schult.
15. Fimbristylis dichotoma subsp. dichotoma (L.) Vahl
16. Fimbristylis ferruginea (L.) Vahl
17. Schoenoplectus litoralis subsp. litoralis (Schrad.) Palla
18. Cyperus conglomeratus subsp. conglomeratus Rottb.
19. Cyperus conglomeratus var. aucheri Rottb.
20. Cyperus laevigatus subsp. laevigatus L.
21. Cyperus longus L.
22. Stipellula capensis (Thunb.) Röser & Hamasha
23. Brachypodium distachyon (L.) P. Beauv.
24. Rostraria cristata (L.) Tzvelev
25. Rostraria pumila subsp. pumila (Desf) Tzvelev
26. Phalaris minor Retz.
27. Polypogon monspeliensis (L.) Desf.
28. Lolium perenne subsp. perenne L.
29. Sphenopus divaricatus (Gouan) Rchb.
30. Cutandia dichotoma (Forssk.) Trab.
31. Cutandia memphitica (Spreng.) K. Richt.
32. Aristida abnormis Chiov.
33. Stipagrostis plumosa subsp. plumosa (L.) Munro ex T. Anderson
34. Stipagrostis sokotrana (Vierh.) De Winter
35. Echinochloa colona (L.) Link
36. Megathyrsus maximus (Jacq.) B. K. Simon & S. W. L. Jacobs, uvezena
37. Tricholaena teneriffae subsp. teneriffae (L. f.) Link
38. Panicum turgidum Forssk.
39. Stenotaphrum secundatum (Walter) Kuntze, uvezena
40. Cenchrus ciliaris subsp. ciliaris L.
41. Cenchrus divisus (Forssk. ex J. F. Gmel.) Verloove, Govaerts & Buttler
42. Setaria verticillata (L.) P. Beauv.
43. Paspalum vaginatum Sw., uvezena
44. Eremopogon foveolatus (Delarbre) Stapf
45. Cymbopogon commutatus (Steud.) Stapf
46. Cymbopogon jwarancusa subsp. olivieri
47. Cymbopogon schoenanthus subsp. schoenanthus (L.) Spreng.
48. Dichanthium annulatum (Forssk.) Stapf
49. Hyparrhenia hirta (L.) Stapf
50. Phragmites australis (Cav.) Trin. ex Steud.
51. Schismus arabicus Nees
52. Schismus barbatus (L.) Thell.
53. Sporobolus arabicus Boiss.
54. Sporobolus ioclados (Nees ex Trin.) Nees
55. Sporobolus spicatus (Vahl) Kunth
56. Halopyrum mucronatum (L.) Stapf
57. Dactyloctenium aegyptium (L.) P. Beauv.
58. Chloris flagellifera (Nees) P. M. Peterson
59. Chloris gayana Kunth
60. Tetrapogon villosus Desf.
61. Cynodon dactylon subsp. dactylon (L.) Pers.
62. Aeluropus lagopoides (L.) Trin. ex Thwaites
63. Aeluropus littoralis subsp. littoralis (Gouan) Parl.
64. Cocculus hirsutus (L.) W. Theob.
65. Argemone mexicana L., uvezena
66. Hypecoum pendulum L.
67. Tribulus mollis Ehrenb. ex Schweinf.
68. Tribulus terrestris L.
69. Fagonia arabica L.
70. Fagonia bruguieri DC.
71. Tetraena alba (L. f.) Beier & Thulin
72. Tetraena decumbens (Delile) Beier & Thulin
73. Tetraena simplex (L.) Beier & Thulin
74. Andrachne telephioides L.
75. Euphorbia granulata Forssk.
76. Euphorbia hypericifolia L., uvezena
77. Euphorbia inaequilatera Sond.
78. Euphorbia peplis L.
79. Euphorbia peplus L.
80. Linum strictum L.
81. Indigofera oblongifolia Forssk.
82. Lotus glinoides Delile
83. Astragalus annularis Forssk.
84. Astragalus arpilobus subsp. hauarensis
85. Astragalus crenatus Schult.
86. Astragalus schimperi Boiss.
87. Astragalus tribuloides Delile
88. Taverniera spartea (Burm. f.) DC.
89. Polygala erioptera subsp. erioptera DC.
90. Ziziphus spina-christi (L.) Desf.
91. Morus nigra L., uvezena
92. Ficus carica subsp. carica L., uvezena
93. Ficus palmata subsp. virgata L.
94. Ficus salicifolia Vahl
95. Momordica balsamina L.
96. Cucumis prophetarum subsp. prophetarum L.
97. Erodium glaucophyllum (L.) L´Hér.
98. Erodium laciniatum (Cav.) Willd.
99. Monsonia heliotropioides (Cav.) Boiss.
100. Monsonia nivea (Decne.) Decne. ex Webb
101. Ammannia baccifera L.
102. Haplophyllum tuberculatum (Forssk.) A. Juss.
103. Neurada procumbens L.
104. Fumana arabica (L.) Spach
105. Helianthemum kahiricum Delile
106. Helianthemum ledifolium subsp. ledifolium (L.) Mill.
107. Helianthemum lippii (L.) Dum. Cours.
108. Helianthemum salicifolium (L.) Mill.
109. Helianthemum sancti-antonii Schweinf. ex Boiss.
110. Corchorus trilocularis L.
111. Abutilon bidentatum Hochst. ex A. Rich.
112. Abutilon pannosum (G. Forst.) Schltdl.
113. Malva ludwigii (L.) Soldano, Banfi & Galasso
114. Malva parviflora L.
115. Salvadora persica L.
116. Farsetia heliophila Bunge ex Coss.
117. Farsetia linearis Decne. ex Boiss.
118. Morettia canescens Boiss.
119. Morettia parviflora Boiss.
120. Anastatica hierochuntica L.
121. Erucaria hispanica (L.) Druce
122. Coincya tournefortii (Gouan) F. Alcanaz, T. E. Díaz, Rivas Mart. & Sánchez-Gómez
123. Savignya parviflora subsp. parviflora (Delile) Webb
124. Diplotaxis harra subsp. harra (Forssk.) Boiss.
125. Eruca vesicaria subsp. sativa (Forssk.) Boiss.
126. Raphanus raphanistrum subsp. raphanistrum L.
127. Raphanus sativus subsp. sativus L., uvezena
128. Sisymbrium orientale L.
129. Rorida quinquenervia (DC.) Thulin & Roalson
130. Cleome glaucescens DC.
131. Capparis decidua (Forssk.) Edgew.
132. Capparis spinosa var. parviflora
133. Maerua crassifolia Forssk.
134. Reseda muricata C. Presl
135. Oligomeris linifolia (Vahl ex Hornem.) J. F. Macbr.
136. Ochradenus baccatus Delile
137. Frankenia pulverulenta subsp. pulverulenta L.
138. Tamarix aphylla (L.) H. Karst.
139. Tamarix macrocarpa (Ehrenb.) Bunge
140. Tamarix nilotica (Ehrenb.) Bunge
141. Limonium axillare (Forssk.) Kuntze
142. Calligonum comosum L´Hér.
143. Rumex spinosus L.
144. Rumex vesicarius L.
145. Herniaria cinerea DC.
146. Herniaria glabra L.
147. Herniaria hemistemon J. Gay
148. Herniaria hirsuta L.
149. Gymnocarpos decander Forssk.
150. Gymnocarpos sclerocephalus (Decne.) Ahlgren & Thulin
151. Paronychia arabica subsp. arabica (L.) DC.
152. Polycarpon succulentum (Delile) J. Gay
153. Polycarpaea repens (Forssk.) Asch. & Schweinf.
154. Polycarpaea spicata Arn.
155. Loeflingia hispanica L.
156. Sphaerocoma hookeri subsp. aucheri
157. Spergularia bocconei (Scheele) Graebn.
158. Spergularia diandra (Guss.) Heldr.
159. Spergularia flaccida (Madden) I. M. Turner
160. Spergularia marina (L.) Besser
161. Psammophiliella bellidifolia (Boiss.) Ikonn.
162. Silene villosa Forssk.
163. Amaranthus graecizans subsp. graecizans L.
164. Amaranthus viridis L., uvezena
165. Pupalia lappacea (L.) A. Juss.
166. Aerva javanica (Burm. f.) Juss.
167. Alternanthera sessilis (L.) R. Br. ex DC.
168. Beta maritima L.
169. Oxybasis glauca (L.) S. Fuentes, Uotila & Borsch
170. Chenopodiastrum murale (L.) S. Fuentes, Uotila & Borsch
171. Atriplex halimus L.
172. Atriplex turcomanica (Moq.) Boiss.
173. Bassia eriophora (Schrad.) Asch.
174. Bassia muricata (L.) Asch.
175. Halopeplis perfoliata (Forssk.) Schweinf. & Asch.
176. Halocnemum strobilaceum (Pall.) M. Bieb.
177. Arthrocaulon macrostachyum (Moric.) Piirainen & G. Kadereit
178. Suaeda aegyptiaca (Hasselq.) Zohary
179. Suaeda iranshahrii var. arabica
180. Suaeda maritima subsp. maritima (L.) Dumort.
181. Suaeda vermiculata Forssk. ex J. F. Gmel.
182. Soda rosmarinus (Bunge ex Boiss.) Akhani
183. Anabasis articulata (Forssk.) Moq.
184. Anabasis setifera Moq.
185. Haloxylon salicornicum (Moq.) Bunge ex Boiss.
186. Cornulaca aucheri Moq.
187. Cornulaca monacantha Delile
188. Kaviria rubescens (Franch.) Akhani
189. Caroxylon cyclophyllum (Baker) Akhani & Roalson
190. Caroxylon imbricatum (Forssk.) Akhani & Roalson
191. Sesuvium revolutifolium Ortega, uvezena
192. Mesembryanthemum cryptanthum Hook. f.
193. Mesembryanthemum nodiflorum L.
194. Aizoanthemopsis hispanica (L.) Klak
195. Aizoon canariense L.
196. Commicarpus plumbagineus (Cav.) Standl.
197. Boerhavia elegans subsp. stenophylla
198. Portulaca oleracea L.
199. Portulaca quadrifida L.
200. Samolus valerandi L.
201. Lysimachia arvensis subsp. arvensis (L.) U. Manns & Anderb.
202. Rhazya stricta Decne.
203. Nerium oleander L.
204. Leptadenia pyrotechnica (Forssk.) Decne.
205. Cynanchum varians (Stocks) Liede & Khanum
206. Pergularia tomentosa L.
207. Plocama calycoptera (Decne.) M. Backlund & Thulin
208. Plocama crucianelloides (Jaub. & Spach) M. Backlund & Thulin
209. Jasminum fluminense subsp. fluminense Vell., uvezena
210. Bacopa monnieri (L.) Pennell
211. Misopates orontium subsp. orontium (L.) Raf.
212. Plantago afra L.
213. Plantago albicans L.
214. Plantago amplexicaulis subsp. bauphula
215. Plantago coronopus L.
216. Plantago ovata Forssk.
217. Anticharis glandulosa Asch.
218. Scrophularia deserti Delile
219. Vitex agnus-castus L.
220. Salvia aegyptiaca L.
221. Lavandula subnuda Benth.
222. Micromeria biflora (Buch.-Ham. ex D. Don) Benth.
223. Volkameria inermis L.
224. Lindenbergia indica (L.) Vatke
225. Cistanche chabaharensis Ataei
226. Cistanche tubulosa subsp. tubulosa (Schenk) Wight
227. Phelipanche hypertomentosa (M. J. Y. Foley) M. J. Y. Foley
228. Phelipanche mutelii subsp. mutelii (F. W. Schultz) Pomel
229. Orobanche cernua Loefl.
230. Phyla nodiflora (L.) Greene
231. Avicennia marina subsp. marina (Forssk.) Vierh.
232. Blepharis edulis (Forssk.) Pers.
233. Cressa cretica L.
234. Cuscuta planiflora Ten.
235. Convolvulus cephalopodus subsp. cephalopodus Boiss.
236. Convolvulus pilosellifolius Desr.
237. Ipomoea eriocarpa R. Br.
238. Lycium shawii Roem. & Schult.
239. Hyoscyamus muticus subsp. muticus L.
240. Solanum incanum L.
241. Solanum nigrum L.
242. Withania somnifera (L.) Dunal
243. Echiochilon jugatum I. M. Johnst.
244. Echiochilon persicum (Burm. f.) I. M. Johnst.
245. Ogastemma pusillum (Coss. & Durieu ex Bonnet & Barratte) Brummitt
246. Moltkiopsis ciliata (Forssk.) I. M. Johnst.
247. Arnebia hispidissima (Lehm.) DC.
248. Arnebia linearifolia subsp. linearifolia DC.
249. Gastrocotyle hispida (Forssk.) Bunge
250. Euploca strigosa (Willd.) Diane & Hilger
251. Heliotropium bacciferum Forssk.
252. Heliotropium ramosissimum (Lehm.) Sieber ex A. DC.
253. Atractylis carduus (Forssk.) C. Chr.
254. Carduncellus eriocephalus Boiss.
255. Orbivestus cinerascens (Sch. Bip.) H. Rob.
256. Cyanthillium cinereum (L.) H. Rob.
257. Vernonia spathulata (Forssk.) Sch. Bip.
258. Koelpinia linearis Pall.
259. Candollea syriaca (Boiss. & C. I. Blanche) Yild.
260. Reichardia tingitana (L.) Roth
261. Launaea fragilis subsp. tenuiloba
262. Launaea mucronata subsp. mucronata (Forssk.) Muschl.
263. Launaea nudicaulis (L.) Hook. f.
264. Launaea procumbens (Roxb.) Amin
265. Sonchus oleraceus L.
266. Urospermum picroides (L.) Scop. ex F. W. Schmidt
267. Calendula arvensis L.
268. Senecio glaucus subsp. glaucus L.
269. Artemisia monosperma Delile
270. Ifloga spicata subsp. spicata (Forssk.) Sch. Bip.
271. Filago pyramidata L.
272. Rhanterium epapposum Oliv.
273. Pulicaria gnaphalodes (Vent.) Boiss.
274. Pulicaria incisa (Lam.) DC.
275. Pulicaria undulata subsp. undulata (L.) C. A. Mey.
276. Pluchea dioscoridis (L.) DC.
277. Pluchea ovalis (Pers.) DC.
278. Eclipta alba (L.) Hassk., uvezena
279. Bupleurum semicompositum L.
280. Apium graveolens L.

## Promet
Bahrein je Mostom kralja Fahda povezan sa Saudijskom Arabijom. To nije most u pravom smislu riječi jer je sagrađen na nasutom terenu (u more se nasipavao pijesak i po njemu se gradila cesta). Dugačak je 28 km. Najznačajnije morske luke za međunarodni promet su Mina', Salman, Manama i Sitrah. U Bahreinu postoje dvije zračne luke (međunarodni aerodrom Among i aerodrom Shaikh Isa).

## Stanovništvo
Većina stanovnika Bahreina su Arapi, a ima i mnogo stranih radnika. Islam je državna vjera. Oko 80% stanovnika su muslimani, 10% kršćani, a 10% pripadnici raznih azijskih vjera (većinom strani radnici). Među muslimanima prevladavaju šijiti. Vrlo je visok prirodni prirast i povećanje broja stanovnika.

## Oblik vlasti
Promjenom ustava 2002. godine je Bahrein postao parlamentarna monarhija s dvodomnim parlamentom. Na vlasti je dinastija al-Kalifa iz koje potječu emir (kralj), premijer i 80% vlade. Kralj imenuje zastupnike gornjeg doma parlamenta (50% zastupnika), a donji dom se bira na izborima.

## Gospodarstvo
Bahrein spada među gospodarski izrazito razvijene države Perzijskog zaljeva koje svoje bogatstvo temelje isključivo na izvozu nafte i prirodnog plina. Nafta i prirodni plin čine preko 60% izvoza i prihoda države. Zbog toga je gospodarstvo Bahreina izrazito osjetljivo na cijene nafte. Smatra se da je Bahrein financijski centar arapskog svijeta. Posebno je razvijeno tzv. islamsko bankarstvo. U bahreinskim bankama se vode mnogi poslovi s naftom zemalja Perzijskog zaljeva.

## Turizam
Bahrein je turistički primamljiva destinacija jer ima relativno liberalne zakone u arapskom svijetu. Turiste privlače ostaci arapskih i portugalskih tvrđava, brojni otoci i pješčane plaže.

## Šport
Velika nagrada Bahreina je utrka Formule 1 koja se od 2004. održava u Bahreinu.
Bahrein ulaže ogromne iznose u šport. U stolnom tenisu nakon što je dovedena garnitura europskih trenera na čelu s Hrvatom Borisom Baničekom ostvarili su prve zapažene rezultate u okviru zemalja GCC-a, ali i na svjetskoj sceni.

## Vanjske poveznice
- Prosvjedi u Bahreinu uoči utrke Formule 1[neaktivna poveznica]

Sestrinski projekti
|  | Zajednički poslužitelj ima stranicu o temi Bahrein    |
|  | Zajednički poslužitelj ima još gradiva o temi Bahrein |
|  | Wječnik ima rječničku natuknicu Bahrein               |